# Грб Лихтенштајна
Грб Лихтенштајна је званични хералдички симбол Кнежевине Лихтенштајн. То је уједно и грб кнежевске породице ове мале кнежевине. Употреба грба допуштена је само члановима породице и државним властима, а приватна лица то могу чинити само по одобрењу и у интересу државе. Грб је и приказ историје кнежевске куће и приказује разне делове Европе за које је Лихтенштајн везан, било освајањем или браком.
Прва четвртина грба је грб Шлеске; друга четвртина је грб породице Куенриг; трећа је војводство Тропау;а четврта четвртина је грб источнофризијске породице Кирксена и представљају грофовију Ритберг. База штита је грб војводства Јегерндорф. Мали златни и црвени штит кнежевске куће је приказан у средини већег штита. Кнежевска круна налази се на врху љубичастог плашта са хермелинским мотивом.
Мали грб кнежевске породице може се користити и као национални грб, и тада се круна налази директно на штиту.